# Estació d'Urgell
|  | Aquest article tracta sobre l'estació del metro de Barcelona. Vegeu-ne altres significats a «Urgell (desambiguació)». |

Urgell és una estació de la L1 del Metro de Barcelona situada sota la Gran Via de les Corts Catalanes al districte de l'Eixample de Barcelona.
L'estació es va inaugurar el 1926 amb el nom d'Urgel com a part del primer tram posat en servei del Ferrocarril Metropolità Transversal. Posteriorment al 1982 amb la reorganització dels números de línies i canvis de nom d'estacions va adoptar el nom actual.
| Metro de Barcelona     |          |       |             |                        |
| Procedència/Destinació | <        | Línia | >           | Procedència/Destinació |
| Hospital de Bellvitge  | Rocafort |       | Universitat | Fondo                  |

## Accessos
- Carrer Comte d'Urgell
- Carrer Villarroel